# Исмаилитский центр (Душанбе)
Исмаили́тский це́нтр в Душанбе́ — центр религиозной и культурной жизни мусульман-исмаилитов, расположенный в районе Сино в центре Душанбе — столицы Таджикистана. Большинство прихожан составляют представители коренных народов Памира — Горно-Бадахшанской автономной области, традиционно исповедующих исмаилизм.

## История
Фундамент здания центра был заложен в 2003 году. Центр был построен на средства Фонда Ага-хана и открыт 12 октября 2009 года, став пятым по счёту исмаилитским центром в мире. На открытии присутствовали президент Таджикистана Эмомали Рахмон и духовный лидер всех исмаилитов мира Карим Ага-хан IV.

## Деятельность
В центре регулярно проходят не только религиозные мероприятия и молитвы, но и культурные события, выставки, ярмарки, открытые лекции. По выходным с 9 до 12 часов утра вход на территорию центра открыт для всех желающих, проводятся бесплатные экскурсии.

## Архитектура
Общая территория исмаилитского центра занимает 16 га, в то время как само здание — 3 га. На возведение стен ушло 3 млн кирпичей, привезённых из Самарканда.
Проект здания разработан канадским архитектором Фаруком Нурмохаммедом. Центр разделён на 4 части: административную, социальную, молельно-медитативную и образовательную. Все части соединены коридорами и имеют выход во двор. Минаретов пять, главный высотой 25 м, остальные — 21 м.
Внешняя отделка здания стилизована под средневековую постройку. Внутренние стены украшены синим изразцовым кафелем с национальным орнаментом ручной работы из Узбекистана. Полы выложены мозаикой из гранита или паркетом из вишни, дуба и африканского чёрного дерево. Резные массивные двери привезены из Италии.